# Bandera de Tavèrnoles
La bandera oficial de Tavèrnoles té la següent descripció:
Bandera apaïsada, de proporcions dos d'alt per tres de llarg, bicolor horitzontal, groc i blanc, amb un pal negre a l'asta, de gruix 7/27 de la llargària del drap, carregat, al centre, amb la rella de l'escut, d'alçària 11/18 de la del drap i amplària 6/27 de la llargària del mateix drap.
Va ser aprovada el 28 de desembre de 2012 i publicada al DOGC el 17 de gener de 2013 amb el número 6295.

## Curiositat
Banderes que també carreguen una rella

Bandera de Juncosa
Bandera de les Masies de Voltregà
Bandera de Tornabous